# Mark Dawson
Mark Dawson (* 1973 in Lowestoft, Suffolk) ist ein britischer Thriller-Autor. Er veröffentlicht seine Romane und Erzählungen fast ausschließlich per Selbstpublikation, vorzugsweise als E-Books. Um für seine Erfahrungen damit zu werben, betreibt er die Website „Self Publishing Formular“ und gibt den Podcast The Self Publishing Show heraus. Bekannt gemacht hat ihn u. a. die erfolgreiche Romanserie über den britischen Agenten und Auftrags-Killer John Milton.

## Leben
Geboren und aufgewachsen in Lowestoft in der Grafschaft Suffolk, studierte Dawson Jura an der University of Manchester. Nach zehn Jahren als Rechtsanwalt in London, in denen er sich mit der Bekämpfung von Geldwäsche befasste, arbeitet er als freischaffender Autor.
Mark Dawson ist momentan (2024) in der Filmbranche tätig und lebt mit seiner Frau und zwei Kindern im Südwesten Englands.